# Conor Hourihane
Conor Hourihane (* 2. Februar 1991 in Bandon) ist ein ehemaliger irischer Fußballspieler. Als zentraler Mittelfeldspieler wurde er beim AFC Sunderland ausgebildet und durchlief danach bei Plymouth Argyle, dem FC Barnsley und Aston Villa sämtliche englische Profiligen von der vierthöchsten Spielklasse bis hinauf in die Premier League.

## Karriere

### Plymouth Argyle
Hourihane verließ seine irische Heimat im Alter von 16 Jahren in Richtung der Jugendfußballabteilung des AFC Sunderland. Als ihm ein Jahr nach dem Sprung in den Seniorenbereich der „Black Cats“ im Jahr 2010 ein neuer Vertrag angeboten wurde, bevorzugte er stattdessen einen Wechsel zum Zweitligisten Ipswich Town. Dort arbeitete sein Kindheitsidol Roy Keane als Trainer. Der sportliche Durchbruch blieb ihm dort jedoch verwehrt, so dass er Ende Juli 2011 zwei Spielklassen abwärts ablösefrei zu Plymouth Argyle weiterzog.
In Plymouth absolvierte Hourihane am ersten Spieltag der Saison 2011/12 sein Profiligadebüt gegen Shrewsbury Town und gut zwei Monate später folgte beim 3:2-Sieg gegen Dagenham & Redbridge das erste Tor. Nach dem Weggang von Darren Purse übernahm der zentrale Mittelakteur im Verlauf der Saison 2012/13 die Rolle des Mannschaftskapitäns und im Mai 2013 unterschrieb er einen neuen Zweijahresvertrag. Seine bis dato besten Leistungen folgten in der Spielzeit 2013/14, in der er 53 Pflichtspiele von Beginn an bestritt, dabei neun Treffer erzielte und seine Mannschaft aus den unteren Tabellenregionen hinauf auf den zehnten Rang führte. Ende Juni 2014 wechselte er zum Drittligisten FC Barnsley.

### FC Barnsley
Die Ablösesumme betrug für Barnsley 250.000 Pfund und die Vertragslaufzeit wurde auf drei Jahre festgelegt. Nach einem beeindruckenden Start und der Auszeichnung zum (Drittliga-)Spieler des Monats August 2014 wurde er während seiner zweiten Saison 2015/16 im Dezember 2015 erneut zum Mannschaftsführer befördert. Der sportliche Aufschwung bereitete dem Klub neben dem Gewinn der Football League Trophy den Aufstieg in die zweite Liga. Auch in der Football League Championship startete Hourihane mit Barnsley erfolgreich, als fünf der ersten sieben Spiele gewonnen wurden, darunter zwei 4:0-Siege gegen Rotherham United und die Wolverhampton Wanderers sowie drei eigene Treffer, zu denen sich im August 2016 eine weitere Auszeichnung zum Spieler des Monats gesellte. Es mehrten sich nun die Spekulationen über einen bevorstehenden Wechsel zu einem „größeren Klub“ und Ende Januar 2017 bestätigte der FC Barnsley den Transfer zum Zweitligakonkurrenten Aston Villa, ohne die Höhe der Ablösesumme zu nennen.

### Aston Villa
Im restlichen Verlauf der Saison 2016/17 bestritt Hourihane noch 17 Ligapartien und in den beiden Jahren darauf, die mit dem Aufstieg in die Premier League nach Ablauf der Saison 2018/19 ihren Höhepunkt fanden, war Hourihane maßgeblich daran beteiligt. Im Sommer 2019 unterzeichnete er einen neuen Dreijahresvertrag bei den „Villans“. Mitte Januar 2021 wurde er bis zum Ende der Saison 2020/21 an den Zweitligisten Swansea City ausgeliehen. Ein weiteres Engagement in der zweiten Liga schloss sich in der Saison 2021/22 an, nunmehr für den Erstligaabsteiger Sheffield United.

### Derby County und FC Barnsley
Anfang Juli 2022 wechselte der ablösefreie Hourihane zum Zweitliga-Absteiger Derby County, wo er einen Zweijahresvertrag unterzeichnete. In seinem zweiten Jahr in Derby gelang ihm mit seiner Mannschaft der Aufstieg in die zweite Liga nach dem Gewinn der Vizemeisterschaft. Nachdem sein Vertrag ausgelaufen war, unterschrieb der 33-Jährige einen Vertrag beim FC Barnsley. Ende 2024 beendete er beim seine Karriere FC Barnsley und wurde dort im März 2025 zunächst interimistisch Cheftrainer, Mitte April 2025 unterzeichnete er einen Zwei-Jahres-Vertrag.

### Nationalmannschaft
Nachdem Hourihane bereits in irischen Nachwuchsauswahlen gestanden hatte, blieb er zunächst für die A-Nationalmannschaft weitgehend unberücksichtigt. Relativ spät im Alter von 26 Jahren kam er beim 0:1 gegen Island zu einem ersten A-Länderspiel. Am 26. März 2019 schoss er beim 1:0-Sieg gegen Georgien sein einziges Tor für Irland.

## Titel/Auszeichnungen
Vereinstitel
- Football League Trophy: 2016

Persönliche Ehrungen
- Spieler des Monats (England): August 2015 (League One), September 2016 (Championship)